# Echekrates (Antygonida)
Echekrates (Ἐχεκράτης; III w. p.n.e.) – bliżej nieznany przedstawiciel dynastii Antygodnidów, syn Demetriosa Pięknego i Olimpias z Laryssy, brat Antigonosa Dosona. Miał syna Antigonosa, który otrzymał imię po wuju. O Echekratesie wzmiankuje Liwiusz [Liv. XL, 54].